# Вища кваліфікаційна комісія суддів України
Вища кваліфікаційна комісія суддів України (ВККСУ) — постійно діючий орган у системі судоустрою України, відповідальний за відбір і кваліфікаційне оцінювання суддів. До органу входять 16 осіб, що призначаються Вищою радою правосуддя з числа суддів та правників за результатами відкритого конкурсу.
ВККСУ була вперше введена до законодавства України у 1994 році, після чого її роль і функції неодноразово змінювалися.

## Історія
15 грудня 1989 року Президія Верховної Ради УРСР затвердила Положення про кваліфікаційні колегії суддів судів Української РСР. Кваліфікаційні колегії утворювалися з числа суддів у Верховному Суді Української РСР, в областях та місті Києві і здійснювали оцінку кандидатів у судді, проводили кваліфікаційну атестацію суддів та розглядали питання про дисциплінарну відповідальність суддів.
2 лютого 1994 року Верховна Рада України ухвалила закон, яким замість колегій в Україні було утворено систему кваліфікаційних комісій суддів України, до якої входили кваліфікаційні комісії суддів загальних судів Республіки Крим, областей, міст Києва та Севастополя, а також кваліфікаційна комісія суддів арбітражних судів, кваліфікаційна комісія суддів військових судів та Вища кваліфікаційна комісія суддів України (ВККСУ). Ці комісії утворювалися з числа суддів, осіб з вищою юридичною освітою та осіб з науковим ступенем чи званням з правознавства, які обиралися коференціями суддів відповідних судів, відповідними місцевими радами народних депутатів або Верховною Радою, та призначалися відповідними місцевими державними адміністраціями або Президентом України. Члени кваліфікаційних комісій суддів здійснювали свої повноваження на громадських засадах.
27 липня 1994 року Верховна Рада продовжила діяльність кваліфікаційної колегії суддів Верховного Суду до утворення Вищої кваліфікаційної комісії суддів України.
21 червня 2001 року до закону було внесено зміни, якими було змінено систему кваліфікаційних комісій. До неї увійшли:
- кваліфікаційні комісії суддів місцевих та апеляційних судів в Автономній Республіці Крим, областях, містах Києві та Севастополі;
- кваліфікаційна комісія суддів господарських судів;
- кваліфікаційна комісія суддів військових судів;
- та Вища кваліфікаційна комісія суддів України.[7][4]

У 2002 році у новому Законі «Про судоустрій України» було визначено нову систему:
- кваліфікаційні комісії суддів загальних судів;
- кваліфікаційна комісія суддів військових судів;
- кваліфікаційні комісії суддів відповідних спеціалізованих судів;
- та Вища кваліфікаційна комісія суддів України.[8]

У 2010 році було ухвалено Закон «Про судоустрій і статус суддів», яким з системи кваліфікаційних комісій було залишено лише ВККСУ і визначено нові її повноваження.
У 2016 році було ухвалено новий Закон «Про судоустрій і статус суддів», яким мало бути повністю перезапущено ВККСУ, а також було утворено Громадську раду доброчесності, що мала допомагати ВККСУ оцінювати суддів.
У 2019 році було прийнято новий закон, що передбачав розпуск ВККСУ та новий принцип її формування, однак конкурс до нової Комісії було заблоковано Вищою радою правосуддя. У березні 2020 року частину положень закону скасував Конституційний Суд.
13 липня 2021 року Верховна Рада ухвалила новий закон щодо відновлення роботи ВККСУ.
Конкурс до ВККСУ розпочався у вересні 2021 року, переривався на пів року у 2022 році через початок повномасштабного вторгнення Росії, і завершився 15 березня 2023 року. Конкурсна комісія, половину якої складали міжнародні експерти, відібрала 32 кандидати з 301 учасника. У червні 2022 року Європейська Комісія включила утворення нової ВККСУ до однієї з вимог для України щодо відкриття переговорів про членство у Європейському Союзі після отримання нею кандидатського статусу.
1 червня 2023 року Вища рада правосуддя призначила 16 членів до ВККСУ з попередньо відібраних 32 кандидатів.
6 червня 2023 року нова ВККСУ провела своє перше організаційне засідання, на якому обрала Головою Комісії Романа Ігнатова, заступником Голови — Руслана Сидоровича, а секретарями палат — Сергія Чумака та Руслана Мельника.

## Повноваження
Вища кваліфікаційна комісія суддів України зокрема:
1. веде облік даних про кількість посад суддів у судах, у тому числі вакантних;
2. проводить добір кандидатів для призначення на посаду судді, у тому числі:
  - організовує проведення щодо них спеціальної перевірки,
  - приймає кваліфікаційний іспит,
  - вносить до Вищої ради правосуддя рекомендацію про призначення кандидата на посаду судді;
3. вносить рекомендацію про переведення судді до іншого суду;
4. визначає потреби у державному замовленні на професійну підготовку кандидатів на посаду судді у Національній школі суддів України;
5. проводить кваліфікаційне оцінювання суддів;
6. забезпечує ведення суддівського досьє та досьє кандидата на посаду судді.[11]

## Склад
ВККСУ складається з 16 членів, 8 з яких призначаються з числа суддів або суддів у відставці. Члени ВККСУ призначаються Вищою радою правосуддя строком на чотири роки за результатами конкурсу, що проводиться спеціально утвореною Конкурсною комісією.
Більшістю голосів від свого складу Комісія обирає Голову Комісії та заступника Голови Комісії.

### Палати
У складі ВККСУ діють дві палати, до кожної з яких входять по вісім членів Комісії. Голова Комісії та заступник Голови Комісії є головами палат. Додатково Комісія обирає секретарів обох палат.
До 2023 року у ВККСУ діяли палата з питань добору і публічної служби суддів та кваліфікаційна палата, що виконували відповідні функції, однак рішенням новообраної Комісії від 6 червня 2023 року їх було перетворено відповідно на Першу та Другу палату, що здійснюють однакові повноваження.

### Поточний склад
1 червня 2023 року Вища рада правосуддя призначила 16 членів до ВККСУ. 6 червня 2023 року новообрана ВККСУ провела своє перше організаційне засідання, на якому зокрема було обрано Голову Комісії, заступника Голови Комісії та секретарів палат, а також затверджено персональний склад Першої та Другої палат Комісії.
| №  | ПІБ                           | Посада у ВККСУ                                 | Палата | Дата призначення до ВККСУ | Попередня посада і місце роботи |
| -- | ----------------------------- | ---------------------------------------------- | ------ | ------------------------- | --- |
| 1  | Богоніс Михайло Богданович    |                                                | Перша  | 1 червня 2023             | суддя Вінницького окружного адміністративного суду |
| 2  | Волкова Людмила Миколаївна    |                                                | Друга  | 1 червня 2023             | адвокат, радник ТОВ «Авеллум» |
| 3  | Гацелюк Віталій Олександрович |                                                | Перша  | 1 червня 2023             | старший науковий співробітник відділу проблем кримінального права, кримінології та судоустрою Інституту держави і права імені В. М. Корецького НАН України                                            |
| 4  | Дух Ярослав Михайлович        |                                                | Друга  | 1 червня 2023             | керівник відділу роботи з повідомленнями про корупцію та контрольної діяльності Управління захисту викривачів та обробки повідомлень про корупцію Департаменту запобігання та виявлення корупції НАЗК |
| 5  | Ігнатов Роман Миколайович     | Голова Комісії, голова Першої палати           | Перша  | 1 червня 2023             | суддя Київського апеляційного суду |
| 6  | Кидисюк Роман Анатолійович    |                                                | Друга  | 1 червня 2023             | суддя Господарського суду Львівської області |
| 7  | Кобецька Надія Романівна      |                                                | Перша  | 1 червня 2023             | професорка кафедри трудового, екологічного та аграрного права навчально-наукового юридичного інституту Прикарпатського національного університету імені Василя Стефаника                              |
| 8  | Коліуш Олег Леонідович        |                                                | Друга  | 1 червня 2023             | суддя Вищого антикорупційного суду |
| 9  | Луганський Володимир Іванович |                                                | Перша  | 1 червня 2023             | суддя у відставці, військовослужбовець |
| 10 | Мельник Руслан Іванович       | секретар Першої палати                         | Перша  | 1 червня 2023             | старший детектив — керівник відділу запобігання корупції Управління внутрішнього контролю НАБУ |
| 11 | Омельян Олексій Сергійович    |                                                | Друга  | 1 червня 2023             | суддя Господарського суду Житомирської області |
| 12 | Пасічник Андрій Володимирович |                                                | Перша  | 1 червня 2023             | керівник Управління проведення повних перевірок НАЗК |
| 13 | Сабодаш Роман Богданович      |                                                | Друга  | 1 червня 2023             | доцент кафедри цивільного права Навчально-наукового інституту права Київського національного університету імені Тараса Шевченка                                                                       |
| 14 | Сидорович Руслан Михайлович   | заступник Голови Комісії, голова Другої палати | Друга  | 1 червня 2023             | партнер АО «Юридична фірма „АРІО“» |
| 15 | Чумак Сергій Юрійович         | секретар Другої палати                         | Друга  | 1 червня 2023             | суддя Третього апеляційного адміністративного суду |
| 16 | Шевчук Галина Михайлівна      |                                                | Перша  | 1 червня 2023             | суддя Тернопільського апеляційного суду |

### Голови Комісії
- Козьяков Сергій Юрійович — у 2014–2019 роках[23][24]

- Ігнатов Роман Миколайович — з 6 червня 2023[16]

## Секретаріат Комісії
Організаційне забезпечення діяльності ВККСУ здійснює її секретаріат, структура якого визначається Комісією.
У складі секретаріату також діє служба інспекторів, які допомагаються членам ВККСУ у здійсненні їх обовʼязків.